# Gresi jezik
Gresi jezik (geresi, glesi, gresik, klesi; ISO 639-3: grs), papuanski jezik kojim govori oko 2 500 ljudi (1987 SIL) zapadno od jezera Sentani, u selima Hawa, Bring, Tabangkwari, Yansu, Ibub, Sunna i Klaysu. Leksički najsličniji jeziku Kemtuik [kmt].
Pripada porodici nimboran, nekad skupini transnovogvinejske porodice

## Vanjske poveznice
- Ethnologue (15th)